# Greg Abel
Gregory Edward Abel (Edmonton, 1 de junho de 1962) é um empresário canadense, presidente e CEO da Berkshire Hathaway Energy e vice-presidente para operações não relacionadas a seguros da Berkshire Hathaway desde janeiro de 2018. Em 3 de maio de 2025, foi anunciado que ele se tornará o sucessor de Warren Buffett como CEO da Berkshire Hathaway.

## Infância e educação
Nasceu em 1 de junho de 1962, em Edmonton, Alberta.
Durante a infância, fez bicos como distribuir panfletos e devolver garrafas para ganhar dinheiro. Também trabalhou como operário para uma empresa de produtos florestais. Gostava de hóquei no gelo e futebol quando criança.
Obteve o título de bacharel em Contabilidade pela Universidade de Alberta, em 1984, e é um contador público certificado pela Instituto Americano de Contadores Públicos Certificados (AICPA).

## Carreira
Começou sua carreira como contador credenciado na PricewaterhouseCoopers no escritório de São Francisco. Em 1992, juntou-se à CalEnergy, uma produtora de eletricidade geotérmica. Em 1999, a CalEnergy adquiriu a MidAmerican Energy, adotando seu nome, e a Berkshire Hathaway adquiriu uma participação majoritária no final daquele ano. Tornou-se CEO da MidAmerican, em 2008, e a empresa foi renomeada para Berkshire Hathaway Energy, em 2014.
Em janeiro de 2018, foi nomeado vice-presidente da Berkshire Hathaway para operações não relacionadas a seguros e nomeado para o conselho de administração da Berkshire.
Também é vice-presidente do Edison Electric Institute (EEI) e diretor da AEGIS Limited, Kraft Heinz, Nuclear Electric Insurance Limited (NEIL), Hockey Canada Foundation, Mid-Iowa Council Boy Scouts of America e American Football Coaches Foundation. Foi membro do conselho de curadores da Universidade Duke e da Drake University.
Em uma entrevista, em maio de 2021, Warren Buffett confirmou Abel como seu futuro sucessor como CEO da Berkshire Hathaway. A gestão de Abel na aquisição de uma empresa de serviços públicos britânicos pela CalEnergy na década de 1990 é considerada o marco inicial desta transição.
Em junho de 2022, vendeu sua participação de 1% na Berkshire Hathaway Energy por 870 milhões de dólares.
Em outubro de 2022, foi anunciado que ele comprou 168 ações "Classe A" da Berkshire no valor aproximado de 68 milhões de dólares. Isso equivale a um preço médio aproximado de compra de ações de 404 761,90 dólares. Antes desta última compra, detinha cinco ações "Classe A" e 2 363 ações "Classe B", de acordo com registros anteriores.
Em 3 de maio de 2025, Warren Buffett foi citado afirmando: “Chegou a hora em que Greg deve se tornar o diretor executivo da empresa no final do ano”, abrindo caminho para Abel assumir o lugar de Buffett como CEO da Berkshire Hathaway, porém o conselho de acionistas ainda vai votar para aprovar formalmente Abel — que Buffet disse esperar ser unânime, em reunião anual em Omaha — como novo CEO da Berkshire e, caso isso aconteça, ele assume após a aposentaria de Buffett, no final de 2025.

## Honras
Recebeu um prêmio da Horatio Alger Association of Distinguished Americans, em 2018.